# Эванс, Тиффани
Ти́ффани Э́ванс-Хе́ндерсон (англ. Tiffany Evans-Henderson; род. 4 августа 1992, Южный Бронкс, Нью-Йорк, США) — американская актриса и певица.

## Личная жизнь
C 25 декабря 2010 года Тиффани замужем за сооснователем и президентом «Little Lady Entertainment» Лоренцо Хендерсоном (род.1986), с которым до их свадьбы она встречалась 4 года. 8 июня 2012 года стало известно, что супруги ожидают появления своего первенца-дочери в октябре этого года. Их дочь, Эдалия Сарэй Хендерсон, родилась 25 сентября 2012 года.

## Фильмография
| Год  |    | Русское название                    | Оригинальное название             | Роль                                   |
| ---- | -- | ----------------------------------- | --------------------------------- | -------------------------------------- |
| 2003 | с  | Район                               | The District                      | певица в церкви                        |
| 2005 | ф  | Дневник безумной черной женщины     | Diary of a Mad Black Woman        | Тиффани Симмонс                        |
| 2005 | мф | Тарзан                              | Tarzan II                         | имя персонажа неизвестно (озвучивание) |
| 2007 | с  | Закон и порядок: Специальный корпус | Law & Order: Special Victims Unit | Тесса Сеннет                           |

## Дискография
- 2008 — «Tiffany Evans[англ.]»
- 2012 — «Perfect Imperfections» (альбом отменён)